# Boromisza Tibor (festő)
Boromisza Tibor (Bácsalmás, 1880. március 8. — Szentendre, 1960. január 8.) magyar festő. A nagybányai művésztelepen kezdte tanulmányait 1904-ben Ferenczy Károlynál.

## Életpályája
A 20. század első felében indult valamennyi jelentős magyar festő megfordult Nagybányán. Boromisza bejárta Rómát, Párizst, Münchent, előtte a nagybányai plein air, ez a magyar Barbizon nyújtott számára feltöltekezést. Mesterségbeli tudásban, szemléletben Nagybánya valamennyi mestere (Hollósy Simon, Ferenczy Károly, Thorma János, Réti István, Iványi-Grünwald Béla) sokat tudott nyújtani a tehetséges tanítványoknak.
Boromisza olyan erős elhivatottságot érzett a festés irányában, hogy feladta érte katonatiszti pályáját. Magyarország számos táját  bejárta, sokat festett, 1906-tól már több gyűjteményes kiállítása volt Budapesten és vidéken, 1906-ban és 1914-ben a Könyves Kálmán Szalonban volt képkiállítása, 1907–08-ban a MIÉNK körében állított ki, 1909-től a Művészházban és a Belvederében, 1928–29-ben a Nemzeti Szalonban. 1915-ben felvették a pápai Kölcsey Ferenc szabadkőműves páholyba. Boromisza Nagybányán a neósok közé tartozott (Ziffer Sándor, Perlrott-Csaba Vilmos, Bornemisza Géza, Börtsök Samu, Jakab Zoltán, Réthy Károly, Ferenczy Valér, Ferkai Jenő), élesen szembeszállt az idősebb mesterekkel, ezért kiközösítették; emiatt elhagyta Nagybányát, s 1918-ig Szatmárnémetiben élt és alkotott. Az első világháború után Budapesten telepedett le, 1945-től 1953-ig Keszthelyen élt, majd 1954-től haláláig Szentendrén. Számos művét őrzi a Magyar Nemzeti Galéria, a Ferenczy Múzeum, a debreceni Déri Múzeum és még számos vidéki múzeum, s romániai múzeumok.
1927–28-ban a Hortobágyon a szilaj pásztorélet jellegzetes alakjait festette. 1933-ban megindította az Eke c. illusztrált folyóiratot, mely parasztírásokat és parasztokról készült képeket közölt. A Függetlenség kritikusaként is működött.
Élete utolsó éveiben Szentendrén működött, ott érte a halál. Első emlékkiállítását a Ferenczy Múzeumban rendezték meg 1962-ben.

## Művészete
Korán jelentkezett nála a gazdag színvilág, a szecesszió felé való elmozdulás, végül győzött az ő sajátos formákat redukáló, szimbolikus elemeket is alkalmazó posztimpresszionizmusa, az 1930-as évektől akár posztnagybányai stílussal is jegyezhetjük az ő munkásságát. Mind a figurális, mind a tájábrázolásban otthonosan mozgott.

## Műveiből[2]

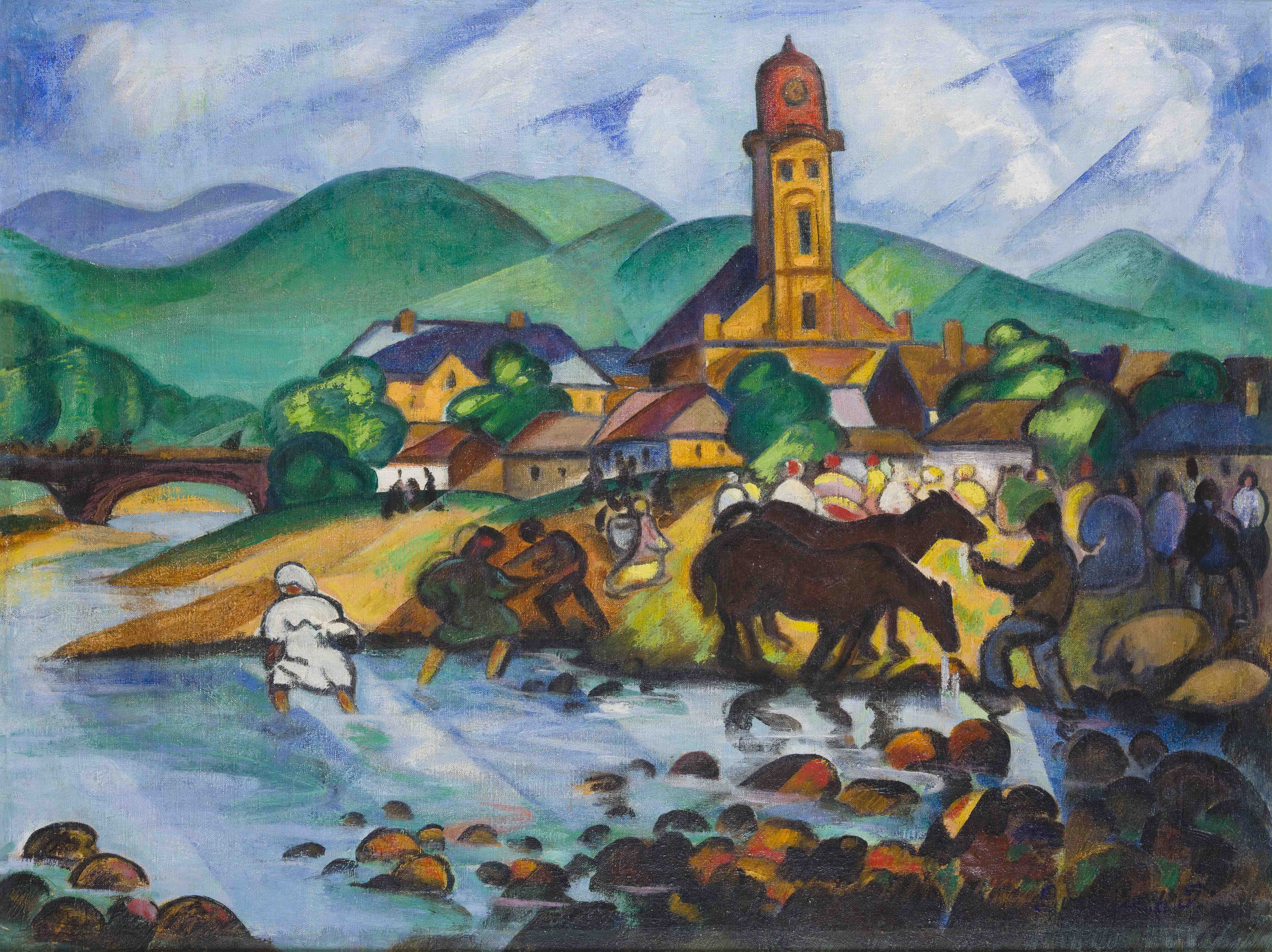
Vásárosok a Zazarnál (1914; olaj, vászon, 72 x 95; magántulajdon)

- Szőlőszedők (1906; olaj, vászon, 110 x 93,5; Magyar Nemzeti Galéria, Budapest)
- Anya gyermekkel (1906; olaj, vászon, 73,5 x 63 cm; Kecskeméti Képtár, Kecskemét)
- Patakparti házak (1908; olaj, vászon, 73 x 93 cm; MNG, Budapest)
- Hölgy napfényes padon (c.1908-09; alakos tájkép)[3]
- Önarckép (1910; olaj, vászon, 50 x 26 cm; Városi Képtár, Székesfehérvár)
- Veresvízi bányászházak egy hideg téli napon (1911; olaj, vászon, 60 x 83 cm; magántulajdonban)
- Nagybányai vásár (1911; olaj, karton, 50 x 69 cm; magántulajdonban)
- Vásárosok a Zazarnál (1912; olaj, karton, 49 x 69 cm; magántulajdonban)
- Fenyves enteriőr (1913; olaj, vászon, 105 x 124 cm; magántulajdonban)Szatmárnémeti park (1917; olaj, vászon, 86 x 96; magántulajdon)

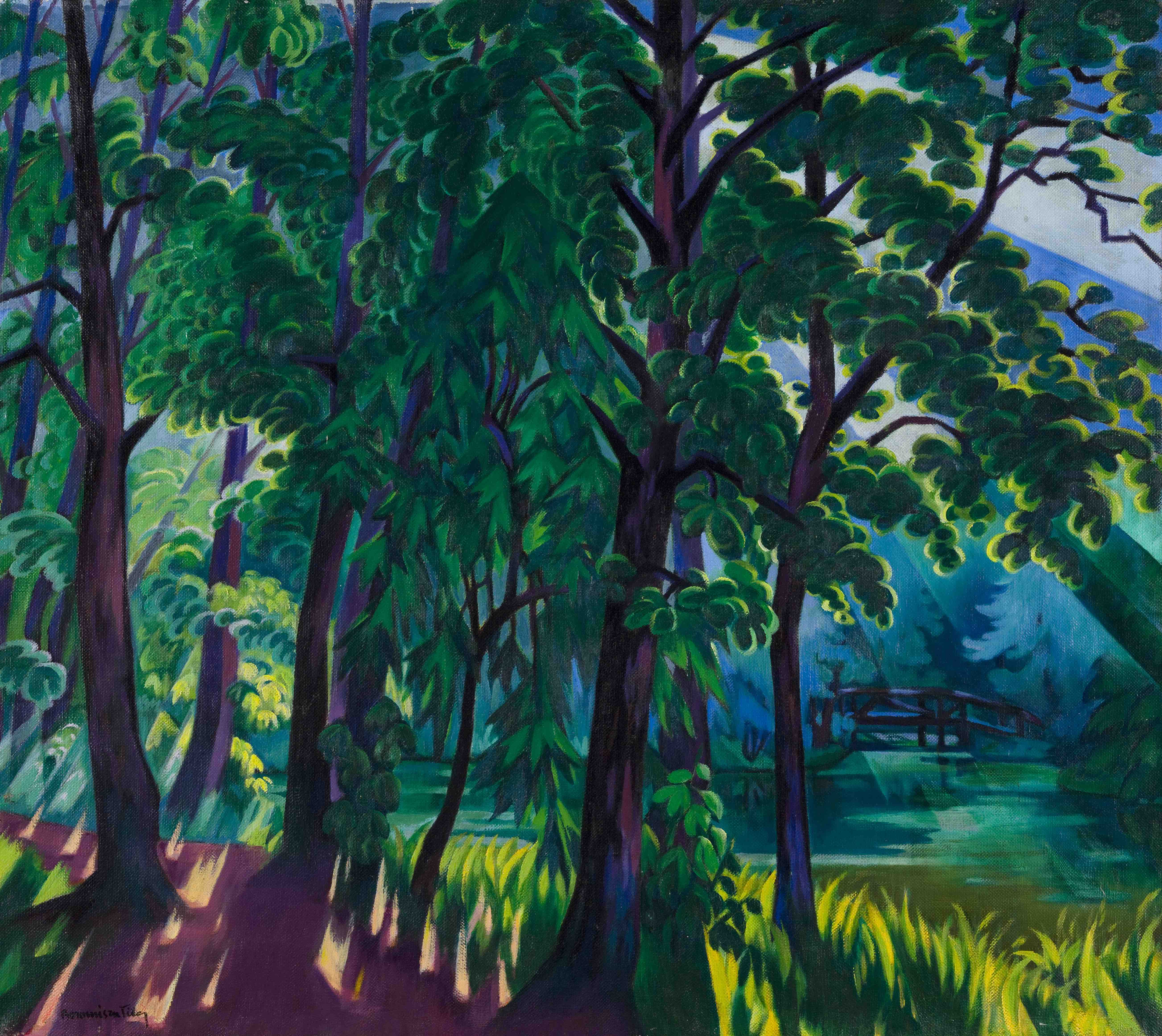
Szatmárnémeti park (1917; olaj, vászon, 86 x 96; magántulajdon)

- Krisztust feltalálják a pásztorok (1912; olaj, vászon, 200 x 200 cm; Máramaros Megyei Múzeum, Nagybánya)
- Kora reggeli fény (1913; olaj, vászon, 81 x 98 cm; magántulajdonban)
- Erzsébet tér este (1922; tus, toll, gouache, papír, 21,5 x 30 cm; MNG, Budapest)
- Szentendrei látkép ásó parasztokkal (1922, olaj, vászon, 55 x 77,5 cm; Ferenczy Múzeum, Szentendre)
- Csikós számadó (MNG)
- Juhász számadó (MNG)
- Kucsmás férfi (MNG)
- Erdőbelső (90x130; olaj / vászon, magántulajdon)